# Oraea
Oraea era il nome di un porto situato nei pressi dell'odierna città di Ormara, nella provincia pakistana del Belucistan. Si trattava di un importante centro in epoca ellenistica per quanto riguardava il commercio con l'oceano Indiano. Viene citata brevemente nel Periplus maris erythraei:
(Periplus, cap. 38)